# António Sousa (Fußballspieler)
António Augusto Gomes de Sousa  (* 28. April 1957 in São João da Madeira) ist ein ehemaliger portugiesischer Fußballspieler und ‑trainer.

## Spielerkarriere
Antonio Sousa begann seine Karriere beim FC Porto. In seiner ersten Zeit in Porto konnte er 1984 den portugiesischen Pokal erringen. Er wurde in seiner ersten Zeit beim FC für die Europameisterschaft 1984 in Frankreich berufen. Er wurde viermal eingesetzt und erzielte ein Tor. Portugal kam ins Halbfinale.
1984 wechselte er in die Hauptstadt zu Sporting Lissabon. In der Zeit in Lissabon fällt die Berufung in den Kader der Portugiesen für die Weltmeisterschaft 1986 in Mexiko, wo Portugal in der Gruppenphase ausschied. Sousa wurde dreimal eingesetzt.
In dem Jahr der WM kehrte Antonio Sousa nach Porto zum FC zurück und blieb drei Jahre. Dort konnte er seinen ersten portugiesischen Meistertitel erringen. Weiters konnte noch ein Pokalerfolg gefeiert werden. In dieser Zeit fallen auch seine größten internationalen Erfolge. Er gewann 1987 den Europäischen Supercup, Weltpokal und den Europapokal der Landesmeister. Im Finale gegen den FC Bayern München wurde er nicht eingesetzt. 
1989 wechselte er zum SC Beira-Mar, wo er vier Jahre unter Vertrag stand.
Danach ließ er seine Karriere noch bei Gil Vicente FC und Ovarense bis 1995 ausklingen.

### Nach der Spielerkarriere
Nach der Spielerkarriere nahm Antonio Sousa den Trainerposten beim unterklassigen Klub Sanjoanense an. 1997 kam er zum SC Beira-Mar, wo er dann als Trainer den portugiesischen Pokal 1999 gewann. In der Saison 2005/06 trainierte Sousa den Rio Ave FC seit 2007 ist er Trainer des FC Penafiel.

## Erfolge
als Spieler
- Portugiesischer Meister: 1987/88
- Portugiesischer Pokalsieger:  1983/84, 1987/88
- Europapokal der Landesmeister: 1986/87
- Weltpokalsieger: 1987
- UEFA Super Cup: 1987

als Trainer
- Portugiesischer Pokalsieger: 1998/99